# Ivan Matičič
Ivan Matičič, slovenski pisatelj, * 24. (pravilno) oz. uradno 27. december 1887, Ivanje selo, † 17. november 1979, Ljubljana.

## Življenjepis
Matičič se je v Ljubljani izučil tiskarstva in se kot stavec zaposlil v Celovcu. Med prvo svetovno vojno se je kot avstrijski vojak boril na raznih frontah. Po koncu vojne je delal v Ljubljani kot stavec in korektor. Leta 1945 pa pričel poučevati tehnologijo tiskarstva na grafični šoli v Ljubljani. Je oče pisateljice Nade Matičič in skladatelja in pianista Janeza Matičiča.

## Literarno delo
Matičič je poleg strokovne literature (sestavil je Slovarček slovenskih tiskarskih izrazov za tiskarne in knjigoveznice, 1923) pisal tudi prozo. Njegova generacija so Ferdo Kozak, Jože Pahor, Andrej Budal, Alojzij Remec, Ivan Zorec, Janez Jalen in Ilka Vašte.
Iz doživljajev v prvi svetovni vojni je napisal zelo brano reportažno knjigo Na krvavih poljanah (1922). Nato pa se je posvetil pisanju zgodovinske povesti napisane v prispodobah V robstvu (1925) in domoljubni koroški povesti Moč zemlje (1931). Napisal je še Ognjena žica (1934) in Živi izviri (1937).
Matičič je bil eden izmed najplodovitejših predstavnikov kmečke povesti. V delih je največ predstavljal motive iz življenja na Notranjskem, nekatera od teh del so: Životarci, Petrinka, Dom v samori, Fant s Kresina (vse 1944), Rezinka (1966) in druga.
Pisal in prirejal pa je tudi otroške in druge gledališke igre ter igre za radio.